# Сустдейк
Сустдейк (на нидерландски: Paleis Soestdijk) е дворец в община Баарн, който дълго време е принадлежал на нидерландското кралско семейство Ораниен-Насау.

## История
През 1638 г. територията на днешния дворец край езерцето „Zoestdijk“ е закупена от Корнелиус де Греф – регент и кмет на Амстердам, дипломат и държавник на Холандия и на Републиката на Седемте обединени провинции. Той построява там къща в селски тип с придружаващ я парк.
След политическите сътресенията през 1672 г., когато Кралство Англия, Кралство Франция, Курфюрство Кьолн и Мюнстерското княжество-епископство обявяват война на Република на Седемте обединени провинции, имението е продадено от сина му Якоб де Греф на приятеля му от детството Вилем III. Той построил на място на селска къща ловен дворец, проектиран от Маурициус Пост.
Палатът Сустдейк служи на кралското семейство Ораниен-Насау като лятна резиденция в продължение на много години, докато не е окупирано от французите през 1795 г., когато служи като временна резиденция за новия крал Луи Бонапарт.
След освободителните войни от 1814 г. крал Вилем I получава Сустдейк поднесен от холандския народ като жест на благодарност. Оттогава дворецът, разширен няколко пъти, служил на кралското семейство като постоянно седалище и дом; Кралица Юлиана го използвала като официална резиденция.
От 1971 г. до 2017 г. палатът е собственост на нидерландската държава. На 08.06.2017 г. Министерството на вътрешните работи съобщава, че дворецът и придружаващият го имот са продадени на MeyerBergman Heritage Group за 1,7 милиона евро. Дворецът и имотът ще се превърнат в съоръжение за иновации, където ще се представят институти, компании и стъртъпи. Ще има и заведения за хранене. Все още затворената горска зона е отворена за любители.
|  | Тази страница частично или изцяло представлява превод на страницата Palais Soestdijk в Уикипедия на немски. Оригиналният текст, както и този превод, са защитени от Лиценза „Криейтив Комънс – Признание – Споделяне на споделеното“, а за съдържание, създадено преди юни 2009 година – от Лиценза за свободна документация на ГНУ. Прегледайте историята на редакциите на оригиналната страница, както и на преводната страница, за да видите списъка на съавторите. ВАЖНО: Този шаблон се отнася единствено до авторските права върху съдържанието на статията. Добавянето му не отменя изискването да се посочват конкретни източници на твърденията, които да бъдат благонадеждни. |